# Conjuntos de petroglifos do Altai mongol
Os petroglifos do Altai mongol são um conjunto de petroglifos e monumentos funerários situados em três locais arqueológicos na região semi-autónoma de Bayan-Ölgiy, na Mongólia ocidental, no maciço de Altai. O lugar está incluído na Lista do Património da Humanidade da Unesco. Os motivos cobrem um período de 12.000 anos, sendo o período mais antigo do 11.000 ao 6.000 a.C.

## Descrição
Os três locais estão situados em vales de alta montanha talhados pelos glaciares do Pleistoceno:
- Vales dos rios Tsagaan Salaa e Baga Oigor, no sum de Ulaankhus;[2]
- Vale do alto Tsagaan Golo (Shiviit Khairkhan, Mongólia: Шивийт Хайрхан);
- Vale do Aral Tolgoi (em mongol:  Арал толгой), no sum de Tsengel.
- Anexo:Património da Humanidade em Mongolia